# Mike Bruce
Michael „Mike“ Bruce (* 31. Dezember 1955 in Hamm, Deutschland) ist ein ehemaliger deutsch-kanadischer Eishockeyspieler, der seine gesamte Karriere in Deutschland verbracht und dort unter anderem für die Düsseldorfer EG, den ERC Freiburg, Berliner SC, Schwenninger ERC und ECD Iserlohn in der Bundesliga aktiv war.

## Karriere
Mike Bruce spielte für die Calgary Canucks in der Alberta Junior Hockey League und das Eishockey-Team der University of Manitoba, bevor er 1977 von der Düsseldorfer EG aus der Bundesliga verpflichtet wurde. Die meiste Zeit in Deutschland verbrachte er beim ERC Freiburg bzw. dessen Nachfolgeverein, dem EHC Freiburg. Im Breisgau feierte er auch die größten sportlichen Erfolge, als er sowohl 1979 und 1983 mit dem ERC, als auch 1988 mit dem EHC in die Bundesliga aufstieg.
Weitere Stationen in der Bundesliga waren zwischen 1980 und 1982 der Berliner SC und in der Saison 1984/85 der Schwenninger ERC, bevor Bruce zur Spielzeit 1985/86 zum ECD Iserlohn wechselte. In seinem ersten Jahr beim ECD erreichte die Mannschaft das Halbfinale, in seinem zweiten Jahr – der Kanadier war inzwischen Kapitän geworden – schied man im Viertelfinale aus. In der Saison 1987/88 wurden dann die Zahlungsschwierigkeiten des Vereins immer deutlicher. Bruce wurde die Wohnung gekündigt und ECD-Boss Heinz Weifenbach schloss einen Sponsoring-Deal mit Muammar al-Gaddafi, um die Schulden bedienen zu können. So gehörte Bruce zu den Spielern, die am 4. Dezember 1987 mit Trikotwerbung für „Das Grüne Buch“ aufliefen. Nachdem diese Werbung untersagt worden war, musste der ECD seinen Spielbetrieb im Dezember 1987 einstellen und Bruce wechselte abermals nach Freiburg. Nach Berlin 1982 und Freiburg 1984 war es das dritte Mal, dass sein Verein zahlungsunfähig wurde.
Nach der Saison 1987/88 beendete Bruce seine Karriere und arbeitete anschließend als Geschäftsführer einer Entwicklungs- und Beratungsfirma in Edmonton.

## Erfolge und Auszeichnungen
- 1979 Aufstieg in die Bundesliga mit dem ERC Freiburg
- 1983 Meister der 2. Bundesliga und Aufstieg in die Bundesliga mit dem ERC Freiburg
- 1988 Meister der 2. Bundesliga und Aufstieg in die Bundesliga mit dem EHC Freiburg

## Karrierestatistik
(Legende zur Spielerstatistik: Sp oder GP = absolvierte Spiele; T oder G = erzielte Tore; V oder A = erzielte Assists; Pkt oder Pts = erzielte Scorerpunkte; SM oder PIM = erhaltene Strafminuten; +/− = Plus/Minus-Bilanz; PP = erzielte Überzahltore; SH = erzielte Unterzahltore; GW = erzielte Siegtore; 1 Play-downs/Relegation; Kursiv: Statistik nicht vollständig)